# اچ‌اچ‌اس گلاسگو
اچ‌اچ‌اس گلاسگو (به انگلیسی: HHS Glasgow) یک کشتی بود که طول آن ۲۱۰ فوت (۶۴ متر) بود. این کشتی در سال ۱۸۷۸ ساخته شد.